# 蘇沙 (主教)
蘇沙主教（D. Manuel Bernardo de Sousa Enes）是葡萄牙人，為第13任天主教澳門教區及葡萄牙巴庚沙主教。
馬他主教返回葡萄牙後，天主教澳門教區主教一職再次空懸達二十年之久。1873年，蘇沙主教被委為天主教澳門教區主教，至1877年，始到任視事。
在任內，曾兼領修院院長（當時修生很少），委任明德祿神父為副主教，管理帝汶島教務。1874年聘請嘉諾撒修女來澳，開辦社會服務事業。1883年轉任葡萄牙巴庚沙主教，死於1887年。